# Ferreruela
For the town in the province of Teruel, Tây Ban Nha, see Ferreruela de Huerva
Ferreruela là một đô thị trong tỉnh Zamora, Castile và León, Tây Ban Nha. Theo điều tra dân số 2004 (INE), đô thị này có dân số là 596 người.